# Dale Messick
Dale Messick, pseudonimo di Dalia Messick (South Bend, 11 aprile 1906 – Contea di Sonoma, 5 aprile 2005), è stata una fumettista statunitense, creatrice di Brenda Starr, una serie a strisce che nel momento di maggior successo negli anni Cinquanta era pubblicata su 250 quotidiani.

## Biografia

### Origini e formazione
Nacque a South Bend (Indiana) da una sarta e un artista commerciale. Manifestò precocemente un interesse per la scrittura e per il disegno. Frequentò la Hobart High School a Hobart (Indiana) e studiò brevemente alla Ray Commercial Art School di Chicago, prima di sospendere gli studi e iniziare la sua carriera professionale.

### Cartoline
Iniziò a lavorare per una compagnia di Chicago produttrice di cartoline con un certo successo, ma si licenziò quando il suo datore di lavoro abbassò la sua paga durante la Grande Depressione.
Nel 1933 si trasferì a New York dove trovò impiego in un'altra azienza di cartoline per un salario maggiore, 50 dollari alla settimana, di cui ne mandava quasi la metà alla famiglia in Indiana. Ricordava: «Mi rimanevano 30 dollari alla settimana per vivere. Si poteva percorrere la Quarantaduesima Strada e mangiare bacon, uova, toast, caffè, patate e succo di frutta per 25 centesimi.»

### Strisce a fumetti
Iniziò a realizzare un portfolio di strisce a fumetti di prova. Messick non era la prima fumettista: Nell Brinkley, Gladys Parker e Edwina Dumm avevano già ottenuto successi nel campo, ma persisteva un pregiudizio nel confronto delle donne. Messick decise di cambiare il suo nome in "Dale" in modo che gli editori valutassero il suo lavoro. Creò una varietà di strisce (Weegee, Mimi the Mermaid, Peg and Pudy, the Struglettes, Streamline Babies), ma nessuna venne optata per la pubblicazione.

#### Brenda Starr
Messick creò il personaggio di Brenda Starr nel 1940, dandole il nome di una debutante degli anni Trenta e basando il suo character design su Rita Hayworth. Messick voleva realizzare una serie con una protagonista femminile; stabilì che un lavoro come giornalista permettesse al personaggio di viaggiare e vivere avventure, di genere più eccitante di quelle in realtà vissuta dai comuni reporter. In seguito, avrebbe commentato la scelta in un articolo del 1986 sul San Francisco Chronicle:
«Ricevevo lettere da giornaliste che lamentavano che le loro vite non erano lontanamente eccitanti come quella di Brenda. Io rispondevo loro che se avessi rappresentato la vita di Brenda come le loro vite, nessuno l'avrebbe letta.»
Il successo arrivò quando richiamò l'attenzione di Mollie Slott, che lavorava come "girl Friday" (à la His Girl Friday) per l'editore del New York Daily News nonché capo della syndication Joseph Medill Patterson. Patterson, considerato avverso alle artiste di genere femminile, non l'avrebbe assoldata per una pubblicazione quotidiana sul News, ma accettò la sindacazione di Brenda Starr, Reporter come fumetto domenicale, così fece il suo esordio il 30 giugno 1940. La serie riscosse un immediato successo, grazie al connubio tra il genere avventuroso e sentimentale che intercettava il pubblico maschile e femminile. Nel 1945, la striscia era pubblicata giornalmente a livello nazionale.
Il 24 April 1955, apparve nel gioco televisivo What's My Line?. Dopo essere stata correttamente identificata come fumettista, le venne fatta una descrizione completa del suo vero nome, del suo nome d'arte e del suo lavoro come "«illustratrice»" di Brenda Starr.
Messick smise di disegnare la serie nel 1980 e smise di sceneggiarla due anni più tardi. Ramona Fradon (disegnatrice) e Linda Sutter (sceneggiatrice) presero le redini della serie, seguite da Mary Schmich nel 1985 ai testi e June Brigman nel 1995 ai disegni. L'ultima strip fu pubblicata il 2 gennaio 2011. Messick non era ben impressionata dalle versioni successive di Brenda Starr, secondo una dichiarazione nel 1998 al Sonoma County Independent: «Adesso non somiglia per niente a Brenda. Sembra più una bancaria. Niente glamour, niente curve, niente fashion — ma va ancora abbastanza bene.»

#### Altre opere
Messick lavorò su altre serie a strisce, ma nessuna raggiunse il successo di Brenda Starr. L'unica altra strip che viene generalmente ricordata è Perry Mason, di cui si occupava solo a livello grafico.
In seguito al suo ritiro da Brenda Starr, Messick si trasferì a Oakmont (California), per stare vicina a sua figlia e ai suoi nipoti. Continuò a lavorare e a realizzare una nuova serie, Granny Glamour, pubblicata su Oakmont Gardens Magazine, un settimanale locale. La serie venne interrotta dopo un ictus nel 1998 che le impedì di continuare a disegnare.

## Riconoscimenti
- Nel 1995, Brenda Starr fu una delle venti strisce a fumetti inclusi nella serie commemorativa di francobolli statunitensi Comic Strip Classics;[7][8][9] Messick era l'unica artista vivente nel novero;
- Premio National Cartoonists Society's Story Comic Book Award nel 1975 per il suo lavoro su Brenda Starr;
- Premio Milton Caniff Lifetime Achievement Award nel 1997 per il suo lavoro su Brenda Starr.